# جون جيه هيكي
جون جيه هيكي (بالإنجليزية: John J. Hickey) (و. 1911 – 1970 م) هو سياسي، وقاض، ومحام من الولايات المتحدة الأمريكية ولد في رولينز.
تولى منصب عضو مجلس الشيوخ الأمريكي .وهو عضو في الحزب الديمقراطي الأمريكي .